# Douglas DT
El torpedero Douglas DT fue el primer contrato militar de la Douglas Aircraft Company, forjando así una unión entre la compañía y la Armada de los Estados Unidos.

## Diseño y desarrollo
El Contrato de la Armada N.º 53305, del 21 de abril de 1921, requirió de solo 18 páginas para establecer las especificaciones que resultaron en la compra de tres prototipos DT (D por Douglas, T por torpedo) de alas plegables. El DT usaba un fuselaje de acero soldado con recubrimiento de aluminio en las secciones delantera y central, y recubrimiento textil en la sección trasera. Douglas construyó 46 bombarderos-torpederos DT-1 y DT-2 para las Armadas de Estados Unidos, Noruega y Perú. 20 DT-2 fueron construidos bajo licencia por la Lowe-Willard-Fowler Engineering Company, seis por la Naval Aircraft Factory y 11 por la Dayton Wright Company. Otros siete fueron construidos para Noruega bajo licencia por la Marinens Flyvebåtfabrik. A pesar de que todavía estaban en servicio cuando los alemanes invadieron Noruega, los DT noruegos no entraron en acción en dicha Campaña. El DT podía ser equipado tanto con flotadores como con tren de aterrizaje de ruedas y podía transportar un torpedo de 1800 lb (816 kg).
Los DT-2 fueron usados en el desarrollo de las técnicas de lanzamiento de torpedos, prácticas de tiro, observación y exploración. En 1925 se usaron tanto con tren de aterrizaje fijo como con flotadores, para realizar las primeras evaluaciones de lanzamiento con catapulta desde el portaaviones USS Langley (CV-1).

## Historia operacional
El primer vuelo fue en noviembre de 1921 y la producción continuó hasta 1929. Los DT operaron desde el primer portaaviones de la Armada de los Estados Unidos, el USS Langley, desde bases terrestres, y desde barcos portahidros. Algunos fueron volados por el Cuerpo de Marines de los Estados Unidos.
Las variaciones del DT-2 fueron designadas DT-4, DT-5, DT-6 y DTB. Los aparatos construidos bajo licencia por la Dayton-Wright fueron designados SDW por la propia compañía. El modelo se convirtió en la base del Douglas World Cruiser.

## Variantes

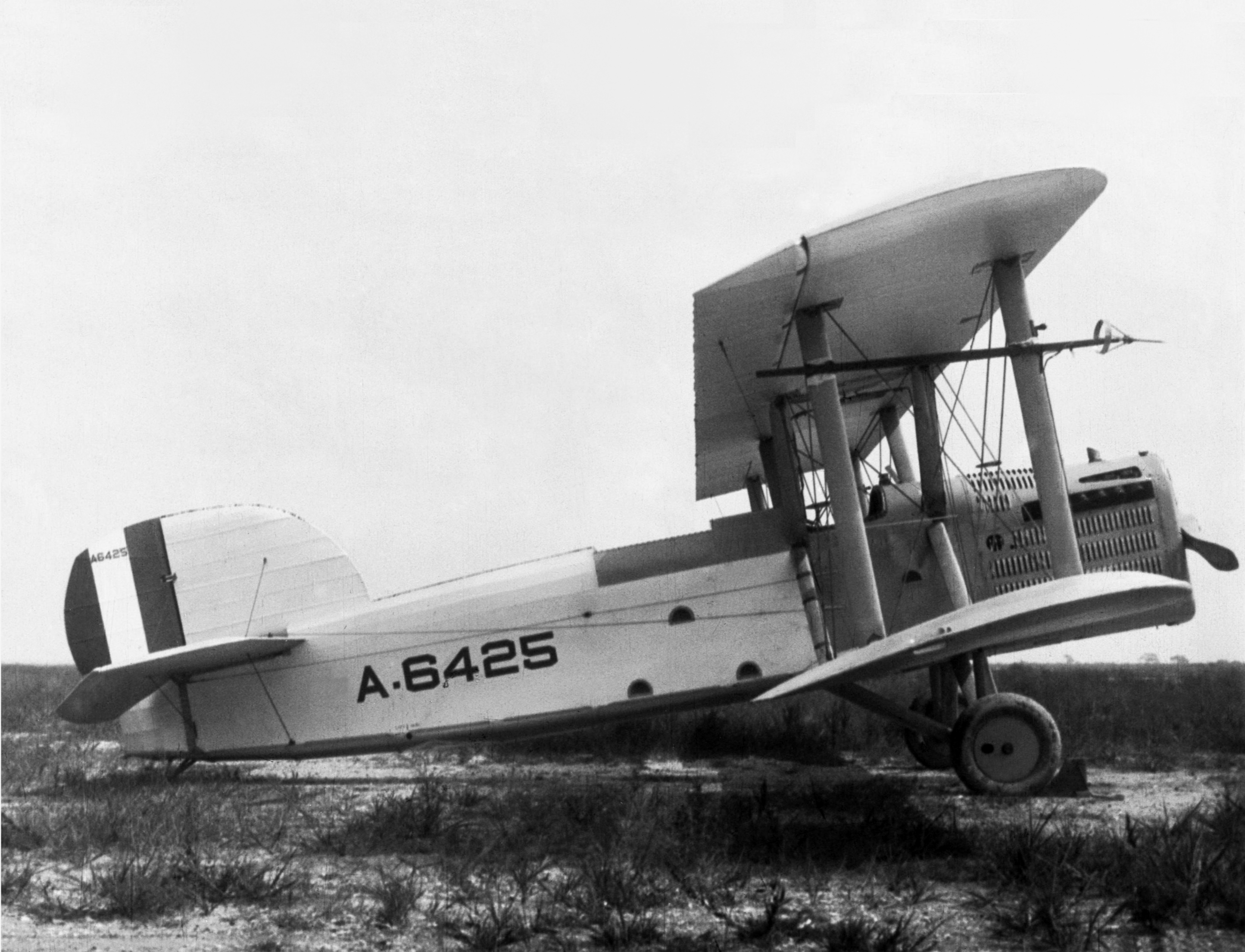
Douglas DT-2 en Langley.

DT-1
Prototipos monoplaza de preproducción; tres construidos.
DT-2
Biplano bombardero-torpedero biplaza, impulsado por un motor de pistones Liberty V-12 de 336 kW (450 hp); 64 construidos.
DT-3
Versión mejorada del DT-2, propuesta pero no construida.
DT-4
Cuatro DT-2 convertidos en bombarderos por la Naval Aircraft Factory. Los aviones fueron equipados con motores Wright T-2 V-12 de transmisión directa.
DT-5
Redesignación de dos DT-4 equipados con un motores Wright T-2B V-12 de 523 kW (650 hp) con caja reductora.
DT-6
Un DT-2 equipado con un motor radial Wright P-1 de 336 kW (450 hp).
DT-2B
Esta designación fue dada a un DT-2 suministrado al gobierno noruego. Siete aviones similares fueron construidos bajo licencia en Noruega.
DTB
Versión de exportación. Cuatro aviones producidos para la Armada peruana equipados con motores Wright Typhoon V-12 de  523 kW (650 hp).
SDW-1
Redesignación de tres DT-2 modificados por la compañía Dayton-Wright como hidroaviones de exploración de largo alcance.

## Operadores
Estados Unidos

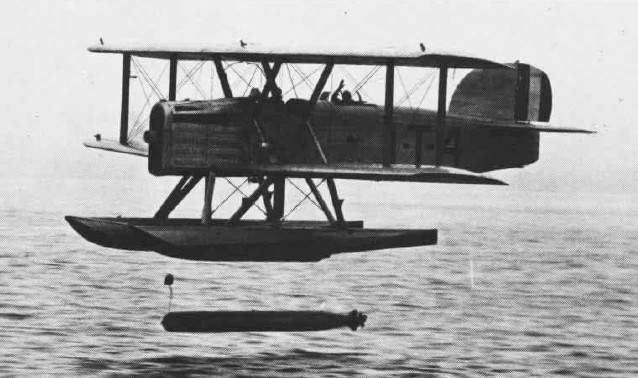
Douglas DT de la Armada de los Estados Unidos lanzando un torpedo.

- Cuerpo de Marines de los Estados Unidos
- Armada de los Estados Unidos

 Noruega
- Servicio Aéreo de la Real Armada de Noruega

 Perú
- Armada de Perú

## Especificaciones (DT-2 hidroavión)
Referencia datos: McDonnell Douglas Aircraft since 1920 Vol. 1

### Características generales
- Tripulación: Dos
- Longitud: 11,8 m (38,7 ft)
- Envergadura: 15,8 m (51,8 ft)
- Altura: 4,6 m (15,1 ft)
- Superficie alar: 65,7 m² (707,2 ft²)
- Peso vacío: 2054 kg (4527 lb)
- Peso máximo al despegue: 3308 kg (7290,8 lb)
- Planta motriz: 1× motor lineal V-12 refrigerado por agua Liberty L-12.
  - Potencia: 340 kW (469 HP; 462 CV)
- Hélices: Bipala de madera

### Rendimiento
- Velocidad nunca excedida (Vne): 161 km/h (100 MPH; 87 kt)
- Alcance: 441 km (238 nmi; 274 mi)
- Techo de vuelo: 2256 m (7402 ft)
- Régimen de ascenso: 1,8 m/s (344 ft/min)
- Carga alar: 50 kg/m² (10,2 lb/ft²)
- Potencia/peso: 0,1 kW/kg

### Armamento
- Ametralladoras: 

  - 1x Browning M1919 cal. 7,62 mm
- Otros: 

  - 1x torpedo aéreo de 832 kg

## Aeronaves relacionadas

### Desarrollos relacionados
- Douglas DWC

### Secuencias de designación
- Secuencia T_D (Torpederos de la Armada estadounidense, 1922-1935 (Douglas, 1922-1962)): DT - T2D - T3D
- Secuencia S_DW (Aviones de exploración (Scout) de la Armada estadounidense, 1922-1946 (Dayton-Wright, 1923)): SDW